# Michel Tognini
Michel Tognini (Vincennes, 30 settembre 1949) è un astronauta francese.